# Windows反馈中心
反馈中心（英語：Feedback Hub）是微软推出的通用Windows平台应用。它允许用户（特別是Windows预览体验计划用户）向微軟提供有關操作系统的問題、功能建议以及错误报告。用戶可以在Microsoft Store中單獨下載該程序，而該程序也內置於Windows 10和Windows 11中。

## 外部鏈接
- 官方网站